# Polynukleotidy
Polynukleotidy jsou biopolymery tvořené větším počtem nukleotidových monomerů propojených kovalentními vazbami do jednoho řetězce, patří sem například DNA (kyselina deoxyribonukleová) a RNA (kyselina ribonukleová). DNA obsahuje dva řetězce polynukleotidů, kde každý řetězec vytváří šroubovici.

## Řetězce
Přestože se DNA a RNA obvykle neobjevují ve stejném polynukleotidu, tak se v nich jednotlivé nukleotidy mohou nacházet v jakémkoliv pořadí. Toto pořadí je hlavním faktorem určujícím funkci v organismu nebo při experimentu.

## Polynukleotidy v organismech
Polynukleotidy se vyskytují ve všech živých organismech. Genom se skládá z navzájem do sebe zapadajících párů dlouhých polynukleotidů vytvářejících celkovou strukturu dvojité šroubovice. Polynukleotidy mohou mít v organismech i řadu jiných funkcí.

## Polynukleotidy v experimentech
Polynukleotidy se využívají v biochemických experimentech, jako jsou polymerázová řetězová reakce a sekvenování DNA. Polynukleotidy se připravují uměle z oligonukleotidů, kratších řetězců obsahujících zpravidla méně než 30 nukleotidových jednotek. K prodlužování řetězců navazováním dalších nukleotidů určeným způsobem se používají enzymy nazývané polymerázy.

## Význam pro vznik života
Při zkoumání původu života je třeba popsat chemické děje, při nichž se vytvořily nezbytné molekuly. Podle hypotézy RNA světa byly v prvotní polévce přítomny volně plovoucí nukleotidy. Tyto molekuly se spojovaly do řad a vytvářely RNA. Molekuly podobně složité jako RNA musely vzniknout z malých molekul, jejichž reakce byly řízeny fyzikálně chemickými procesy. RNA obsahuje purinové a pyrimidinové nukleotidy, obě skupiny jsou přitom nezbytné pro přenos informací a tedy i pro přirozený výběr a evoluci. Bylo zjištěno, že přímá kondenzace nukleových bází s ribózou za vzniku ribonukleotidů, důležitý krok pro vznik RNA, probíhala v drobných kapkách vody.